# Cuadros dentro de cuadros
Cuadros dentro de cuadros es el tercer álbum de estudio del grupo musical de Argentina Catupecu Machu. Lanzado a finales de 2002.
En 2002, y al cabo de 2 años, lanzan su siguiente álbum en estudio, Cuadros dentro de cuadros, un trabajo más experimental, con un sonido distinto, y en el que se alejan del formato tradicional de grupo de rock.
Se desarrolla en este CD el concepto de “Club audio” concebido por Gabriel Ruiz Díaz y Macabre, donde lo predominante no es el lugar físico del estudio, sino el nivel conceptual y humano que sirve para la gestación de un proyecto de grabación. Fue masterizado en estudios Masterdisk Corporation Nueva York, por Howie Weinberg.
Por aquel entonces Abril Sosa decidió abandonar el grupo musical. El baterista fue reemplazado por Javier Herrlein, antiguo colaborador de los hermanos Ruiz Díaz antes que el grupo tuviera nombre, así también, es el primer álbum de estudio en el que participa Macabre.
Finalmente el disco fue presentado en Obras Sanitarias el 23 de noviembre de 2002. En noviembre de 2003 realizaron una extensa gira por Latinoamérica, destacándose la presentación ante más de 60 mil personas en el festival Rock al Parque de Bogotá (Colombia). La gira incluyó también las ciudades del D.F., Guadalajara y Puebla en México, San Juan de Puerto Rico; y en Miami, Estados Unidos.
El disco llegó a integrar la lista de los 20 mejores discos de la historia del rock argentino, en la edición especial por el 20º aniversario del suplemento Sí, del diario Clarín. También fue elegido como "Mejor álbum del año por los críticos", en la revista Rolling Stone de Argentina.

## Listado de canciones
Todas las canciones fueron compuestas por Fernando Ruiz Díaz excepto donde se indica.
1. «Origen extremo» (3:03) (F. Ruiz Díaz y Gabriel Ruiz Díaz)
2. «Sonando» (3:19)
3. «Hechizo» (4:36) (Héroes del Silencio)
4. «Cuadros dentro de cuadros» (2:59)
5. «Grandes esperanzas» (2:51)
6. «Hormigas» (3:32)
7. «Opus I» (3:49) (Gabriel Ruiz Díaz)
8. «Batalla» (2:53)
9. «Gritarle al viento» (2:39)
10. «Soltemos las riendas» (2:46)
11. «Recortándote» (1:46)

## Personal
- Fernando Ruiz Díaz: Voz y guitarra.
- Gabriel Ruiz Díaz: Bajo y guitarra.
- Javier Herrlein: Batería.
- Martín González: Teclado, samplers, y coros.